# Leval (Nord)
Leval és un municipi francès, situat a la regió dels Alts de França, al departament del Nord. L'any 2006 tenia 2.264 habitants.

## Demografia
| 1962                                       | 1968  | 1975  | 1982  | 1990  | 1999  |
| ------------------------------------------ | ----- | ----- | ----- | ----- | ----- |
| 1.890                                      | 1.916 | 2.401 | 2.598 | 2.591 | 2.393 |
| Des de 1962: població sense dobles comptes |       |       |       |       |       |

## Administració
| Període | Identitat       | Partit |
| ------- | --------------- | ------ |
| 2008-   | Richard Gastout | PCF    |